# Phytoliriomyza fusculoides
Phytoliriomyza fusculoides är en tvåvingeart som beskrevs av Spencer 1973. Phytoliriomyza fusculoides ingår i släktet Phytoliriomyza och familjen minerarflugor.
Artens utbredningsområde är Dominica. Inga underarter finns listade i Catalogue of Life.